# Lauri Tilkanen
Pour les articles homonymes, voir Tilkanen.
Lauri Tilkanen est un acteur et scénariste finlandais né le 6 novembre 1987 à Karinainen (aujourd'hui Pöytyä).

## Biographie
Il est le compagnon de l'actrice Pamela Tola à partir de 2011. Ils se marient en 2015, après avoir eu un enfant. Ils annoncent leur séparation en juin 2020.

## Filmographie
- 2009 : Skavabölen pojat de Zaida Bergroth
- 2011 : Hiljaisuus
- 2014 : Nymphs (série TV) : Mitchell Brannegan
- 2014 : Syke (série TV) : Jarkko Vento
- 2015 : Kätilö d'Antti Jokinen
- 2017 : Tom of Finland : Veli / Nipa
- 2018-2021 : Deadwind (série TV) : Sakari Nurmi